# Собор Святейшего Сердца Иисуса (Оран)
Собор Святейшего Сердца Иисуса (фр. Cathédrale du Sacré-Cœur d’Oran, араб. ‎كاتدرائية وهران) — бывший кафедральный собор епархии Орана, находящийся в городе Оран, Алжир. Храм является первой на территории Франции железобетонной церковью. В настоящее время в нём располагается публичная библиотека.

## История
В начале XX века в Оране проживало около 80 тысяч европейцев и их число постоянно увеличивалось. Решение о строительстве нового собора принял епископ Эдуард-Адольф Кантель после того, как старый кафедральный собор святого Людовика, располагавшийся в западной части старого города, перестал удовлетворять потребности увеличившегося католического населения.
Проект храма в неовизантийском стиле составил архитектор Альберта Баллю. Церковь предполагалось строить в новой для того времени методом железобетонной конструкции, что вызвало различные нарекания и критику среди местной общественности и верующих, однако епископ Эдуард-Адольф Кантель не отказался от своего намерения. Он начал собирать денежные средства в Бельгии, Франции и Голландии. В 1910 году епископ Эдуард-Адольф Кантель умер и оставил завещание, в котором жертвовал всё своё состояние на строительство собора.
Строительные работы начались 20 апреля 1903 года и завершилось в 1913 году. 3 февраля 1918 года в соборе был установлен орган фирмы "Cavaillé-Coll-Mutin". 30 апреля 1930 года храм был освящён в честь Святейшего Сердца Иисуса.
В 1984 году храм был передан городской библиотеке и в 1996 году стал публичной библиотекой.